# Damit von Brunei

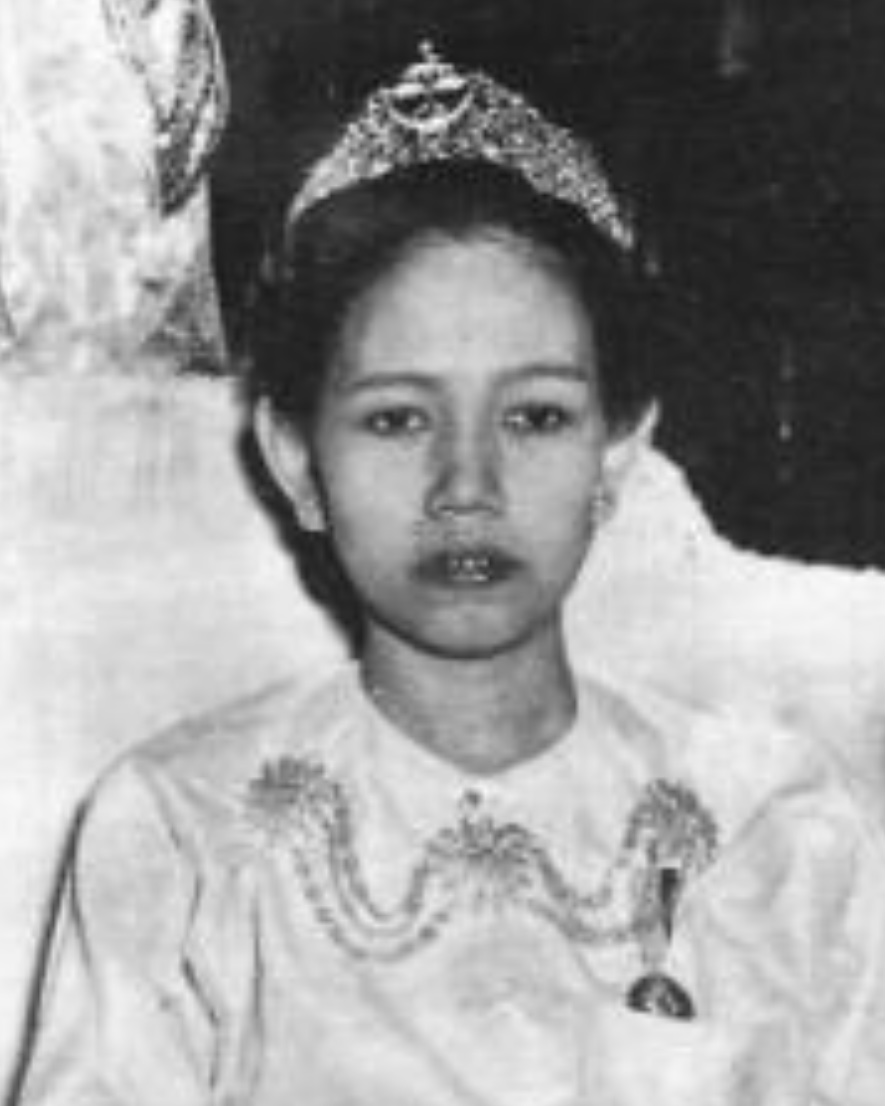
Damit Abdul Rahman (1951)

Pengiran Anak Damit (geb. 1924; gest. 13. September 1979) war die Königin (Queen consort) von Brunei als Frau des 28. Sultans von Brunei, Omar Ali Saifuddin III.

## Leben

### Jugend
Pengiran Anak Damit wurde 1924 in Kampong Masjid Lama, Bandar Seri Begawan, Brunei, geboren. Sie war die älteste Tochter von Pengiran Hajah Fatimah binti Radin Haji Hassan und Pengiran Bendahara Sri Maharaja Permasuara Pengiran Anak Abdul Rahman ibni Almarhum Pengiran Bendahara Pengiran Muda Omar Ali Junied. Ihr Vater war Sultan Hashim Jalilul Alam Aqamaddins Enkel. Im Palast erhielt sie eine private Ausbildung.

### Amtszeit
Pengiran Anak Damit wurde mit ihrem Cousin, dem damaligen Sultan Omar Ali Saifuddin III. verheiratet. Die Hochzeitszeremonie wurde am 6. September 1941 gefeiert. Die Kaiserlich Japanische Armee landete nur sechs Monate später in Kuala Belait, worauf die japanische Besatzung von Brunei folgte. Während ihrer gesamten Tätigkeit hatte sie das Bewusstsein für die Probleme geschärft, mit denen die Gemeinschaft und die Bewohner des Landes konfrontiert sind. Ihr öffentliches Image fand großen Anklang bei der breiten Öffentlichkeit, insbesondere bei Frauen, nachdem sie zusammen mit ihrem Mann mehrere Staatsbesuche als Regierungsbeamtin absolvierte.

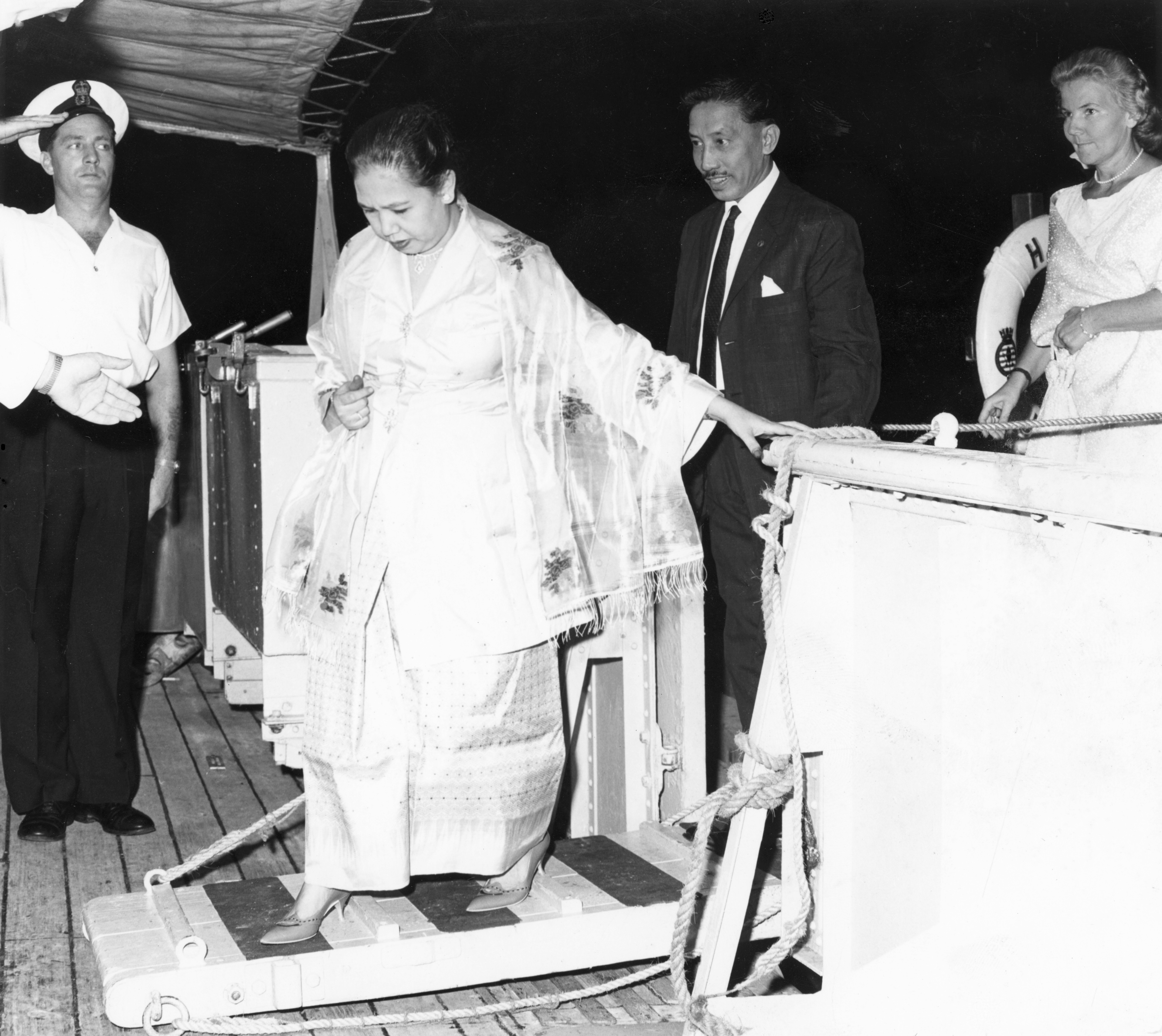
Königin Damit und ihr Mann an Bord der HMS Puncheston, 1965.

Am 15. Juli 1947 wurde Omar Ali Saiduddien zunächst Wesir, wodurch auch ihr mehr Verantwortung auferlegt wurde. Am 6. Juni 1951 wurde ihr nach der Thronbesteigung ihres Mannes von Brunei der Titel Paduka Seri Baginda Raja Isteri verliehen. Am 15. Mai 1958 eröffnete sie offiziell die Raja Isteri Fatimah Malay School. Im Februar 1965 besuchte sie mit ihrem Mann die HMS Puncheston (M1174). Im Zusammenhang mit dem Besuch von Earl Mountbatten in demselben Monat nahm sie an der Feier im Istana Darul Hana teil. Pengiran Anak Damit wurde am 1. August 1968 mit dem Titel Paduka Seri Suri Begawan Raja Pengiran Anak Hajah Damit geehrt, nach der Abdankung ihres Mannes im Jahr 1967. Im Jahr 1972 begrüßte Pengiran Anak Damit zusammen mit ihrem Ehemann den Duke of Edinburgh im Istana Darul Hana, während dessen Besuchs in Brunei. Drei Jahre später nahm sie auch am Staatsbesuch von Katharine, Duchess of Kent teil.

### Tod und Bestattung
Um 13 Uhr 20 am 13. September 1979 verstarb Pengiran Anak Damit im Alter von 55 Jahren in Bandar Seri Begawans Kampong Sumbiling Lama im Istana Darussalam. Das Begräbnis wurde von Ismail Omar Abdul Aziz geleitet und wurde im Istana Darul Hana durchgeführt. Ihr Tod wurde zuerst am Abend von ihrem Bruder, Pengiran Anak Mohammad Alam bestätigt und verkündet. Um 11 Uhr 30 am 14. September wurde ihr Leichnam von drei Prinzen und ihrem Schwiegersohn zu einem Leichenwagen gebracht, welcher zur Omar Ali Saifuddien Mosque fuhr. Im Regen wurde der Sarg in die Moschee gebracht, wo nach dem Freitagsgebet ein Bestattungsgebet abgehalten wurde.
Für die Menschen gab es Live-Übertragungen im Fernsehen, manche hörten zu Hause zu. Daraufhin wurden alle Fernseh- und Radiosendungen eingestellt, um einen Tag Staatstrauer einzuhalten. Prinz Mohamed Bolkiah leitete seine beiden Schwestern und den Schwager dabei an, ihren Sarg auf eine Trage zu legen, welche von Offizieren der Royal Brunei Police Force (RBPF, Polis Diraja Brunei) und Soldaten des Royal Brunei Malay Regiment (RBMR) gezogen wurde. Durch das Stadtviertel Batu Satu wurde ihr Leichnam geführt und in der Kuppel des Kubah Makam Di Raja beigesetzt. Maghrib-Gebete wurden bis zum 22. September abgehalten. 30 Tage lang nach ihrem Tod wurden die Flaggen auf Halbmast gesetzt.
Ausländische Herrscher und Regierende die ihre Kondolenz ausdrückten, oder am Begräbnis teilnahmen waren:
Tun Hussein bin Onn (Premierminister von Malaysia, Perdana Menteri Malaysia; Jawi: ڤردان منتري مليسيا‎), Sultan Ahmad Shah (Yang di-Pertuan Agong), Tuanku Jaafar (Yamtuan Besar), Abang Muhammad Salahuddin (Yang di-Pertua Negeri of Sarawak), Abdul Rahman Ya'kub (Premierminister von Sarawak), Elisabeth II., Königin des Vereinigten Königreiches, Arthur Christopher Watson (British High Commissioner to Brunei), Malcolm MacDonald, der ehemalige British Commissioner-General for Southeast Asia.

## Familie
Pengiran Anak Damit wurde 1924 geboren. Die Eltern waren Pengiran Anak Abdul Rahman und Pengiran Fatimah. Ihre Mutter war die Tochter eines Wesiers. Ihr Vater diente 25 Jahre lang als Pengiran Bendahara ab 1918. Er starb während der japanischen Besatzung Bruneis. Sie ist die Schwester von Pengiran Anak Mohammad Alam, Pengiran Anak Omar Ali, Pengiran Anak Siti Kula, Pengiran Anak Mohammad, und Pengiran Muda Hashim. Sie ist die Großenkelin von Sultan Hashim Jalilul Alam Aqamaddin.

### Kinder

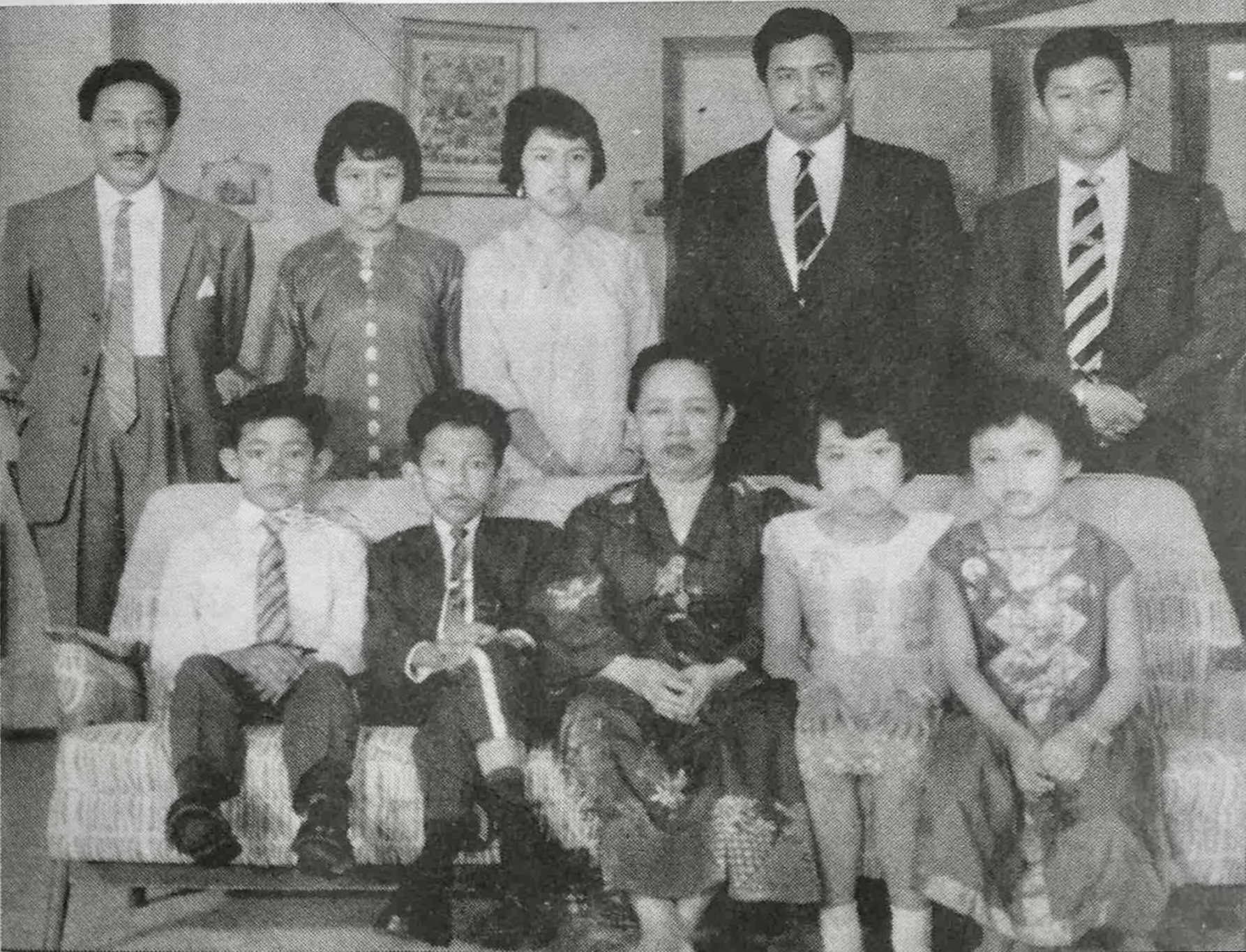
Familienbild aus dem Jahr 1965.

Pengiran Anak Damit und Omar Ali Saifuddien hatten zehn Kinder (4 Prinzen und 6 Prinzessinne);
- Sultan Hassanal Bolkiah[10]
- Prinz Mohamed Bolkiah
- Prinz Sufri Bolkiah
- Prinz Jefri Bolkiah
- Prinzessin Masna Bolkiah
- Prinzessin Norain Bolkiah
- Prinzessin Umi Kalthum Al-Islam Bolkiah
- Prinzessin Amal Rakiah Bolkiah
- Prinzessin Amal Nasibah Bolkiah
- Prinzessin Amal Jefriah Bolkiah

## Namensgebung
- Duli Raja Isteri Pengiran Anak Damit Mosque, eine Moschee im Mukim Kilanas, Bandar Seri Begawan.[11]
- Raja Isteri Pengiran Anak Damit Secondary Arab School, eine religiöse Mädchenschule, Batu Satu, Bandar Seri Begawan.[12]
- Suri Seri Begawan Hospital, ein Krankenhaus in Kuala Belait.[13]

## Ehrungen
- Family Order of Laila Utama – Dato Laila Utama (31. Mai 1954)
- Omar Ali Saifuddin Coronation Medal – (31. Mai 1951)
- King George VI Coronation Medal – (1951)[14]